# Chebanse, Illinois
Chebanse là một làng thuộc quận Iroquois, tiểu bang Illinois, Hoa Kỳ. Năm 2010, dân số của làng này là 1062 người.

## Dân số
Dân số qua các năm:
- Năm 2000: 1148 người.
- Năm 2010: 1062 người.